# Швейцарска система
Швейцарската система е система за провеждане на спортни турнири. Турнирът се провежда без елиминация; във всеки кръг, като се започне от втория, се избират двойки противници, така че участниците, които са събрали равен брой точки или подобен текущ резултат, се срещат помежду си, но само веднъж. Поради това игрите между противници с очевидно различна сила са изключени от турнира, което дава възможност да се определят победителите с малък брой кръгове в сравнение с кръговата система с голям брой участници. Тази система е особено полезна, ако поради големия брой участници не е възможно всеки да играе срещу всеки (какъвто би бил случаят в кръгов турнир) само поради времеви ограничения, и елиминирането на почти всички състезатели преди края на турнира е нежелателно.
За разлика от груповия формат или други системи, при които всички двойки са известни от началото на състезанието, в швейцарската система двойките за всеки кръг се правят след края на предишния кръг и зависят от неговите резултати.
Швейцарската система се стреми да осигури ясен победител с голям брой състезатели и сравнително малък брой състезателни кръгове, без нито един лош резултат да прекрати участието.
За първи път е използвана през 1895 г. от Юлиус Мюлер  на шахматен турнир в Цюрих (Швейцария), откъдето получава името си „швейцарска система“. В някои публикации се нарича швейцарски модел. Системата е особено разпространена в интелектуалните спортове: шахмат, шашки, бридж, сьоги, го, ренджу, а също и в петанк. Използва се широко за „отворени“ турнири по шах, както и в състезания по го на аматьорско ниво. Прилага се в скрабъл, покемон, в определени състезания по електронни спортове, като световното първенство по Лига на Легендите и няколко международни състезания по Teamfight Tactics или Rocket League. По принцип е възможна във всички турнири с игри между двама души или отбори.

## История
През 1895 г. швейцарският учител Юлиус Мюлер (1857 – 1917) разработва формат на състезание или система за двойки за спортни събития, известна като швейцарска система. 
| „          | Швейцарците са изобретили швейцарската система – затова се нарича така. Строго погледнато, това беше само швейцарец – д-р Юлиус Мюлер. Системата може да се нарече и система на Мюлер. | “ |
| Андре Шулц | |   |

В Швейцария системата първоначално е била използвана за организиране на кратки турнири от 4-5 кръга за 2 дни. Първоначално нейното глобално разпространение е било бавно, първо в англоговорящите страни (САЩ, Канада, Обединеното кралство), въпреки че днес тя е доминиращата система във всички видове турнири, особено тези от отворен характер.
Швейцарската система набира силна инерция само от своите корени и усъвършенстване в Съединените американски щати. Тя се използва в Откритото първенство на САЩ през 1947 г., като е тествана предходната година в предварителната фаза на това състезание или през 1942 г. в първенството на Тексас и през 1943 г. в първенството на Пенсилвания. Системата веднага е приветствана в други страни, особено в Западна Европа - в Англия, от 1949 г., въпреки че в Испания първото национално първенство на Испанската шахматна федерация по тази система е през 1968 г. В продължение на много години на нея се гледа с неохота в Съветския съюз и в други страни с неговото влияние, особено за провеждането на официални състезания, в които за предпочитане се прилага лигата или кръговата система.
По-голямата част от турнирите по швейцарска система обикновено се организират с продължителност от 6 до 9 кръга, без да се изключват тези с по-нисък или по-висок брой. В Съединените щати е много разпространен форматът от 6 кръга през уикенда (един кръг в петък; три в събота; два в неделя).

## Условия за ползване
Традиционно, за постигане на максимално обективен резултат, турнирите се провеждат по кръгова система, при която всички участници играят поне по една игра помежду си и победителят се определя от събраните точки. Но в кръгова система, с увеличаване на броя на участниците, необходимият брой срещи бързо се увеличава, така че използването ѝ с брой участници от повече от 20 до 30 става нереалистично. В турнирите, провеждани по швейцарската система, понякога участват повече от сто състезатели – ако при кръгова система 100 играчи ще се нуждаят от 4950 игри в 99 кръга, то в швейцарската система са достатъчни 450 игри в 9 кръга (победа от единадесет пъти).
Швейцарската система позволява да се намалят разходите на време поради факта, че в нея се играят определен брой кръгове, предварително определени от правилата на турнира, и системата за сдвояване за всеки кръг е организирана по такъв начин, че да осигури в крайна сметка уверено разпределение на местата според отбелязаните точки. Смята се, че за определяне на победителя е достатъчно да има толкова кръга, колкото степени са необходими за идентифициране на победителя в системата нокаут с еднакъв брой участници. Според някои оценки, при {\displaystyle N} участници {\displaystyle {\sqrt {N+2(m-1)}}} кръга справедливо поставят в класирането първите {\displaystyle m} играчи, на практика прилагат формулата {\displaystyle \lfloor \log _{2}N\rfloor +\lfloor \log _{2}(m-1)\rfloor }, като закръглят стойностите от двата логаритъма до най-близкото цяло число. Общият брой срещи (партии) се определя по формулата {\displaystyle P={\frac {N\cdot K}{2}}}, където {\displaystyle N} е броят на играчите (четни) и {\displaystyle K} е броят на кръговете (когато всички играчи играят във всички кръгове).
Минималният брой кръгове, необходими за справедливо определяне на първите трима ({\displaystyle m=3}), в зависимост от броя на участниците, е:
| Брой участници                                                           | Брой кръгове      | Брой партии                        |
| ------------------------------------------------------------------------ | ----------------- | ---------------------------------- |
| {\displaystyle N=} {\displaystyle (2^{K-3}+1)} ÷ {\displaystyle 2^{K-2}} | {\displaystyle K} | {\displaystyle P_{min}=2^{K-4}.10} |
| 5—8                                                                      | 5                 | 20                                 |
| 9—16                                                                     | 6                 | 40                                 |
| 17—32                                                                    | 7                 | 80                                 |
| 33—64                                                                    | 8                 | 160                                |
| 65—128                                                                   | 9                 | 320                                |
| 129—256                                                                  | 10                | 640                                |
| 257—512                                                                  | 11                | 1280                               |
| 513—1024                                                                 | 12                | 2560                               |
| 1025—2048                                                                | 13                | 5120                               |
| 2049—4096                                                                | 14                | 10240                              |
| 4097—8192                                                                | 15                | 20480                              |

## Основни принципи и действие
Швейцарската система може най-добре да се опише като специална форма на кръгов турнир. В турнир по швейцарска система, целта е да се класифицират всички участници според съответното им представяне, чрез подредена процедура за филтриране в определен брой рундове или мачове. Основният принцип на работа е във всеки кръг всеки състезател да се изправи срещу опонент със същия резултат досега. Ако не е възможно да се присвои опонент със същия резултат, ще бъде намерен някой с най-близкия резултат. Естествено, това търсене се извършва по обективни правила, без да се оставя място за произволни фактори.
Първият кръг е поставен при равни условия за участниците. След всеки кръг се съставя класирането и от него се определят двойките за следващия кръг на принципа:
- лидерът играе срещу най-високо класирания играч, срещу когото все още не е играл,
- лидерът сред останалите играчи играе срещу най-високо класирания играч, срещу когото все още не е играл и т.н.

Невъзможно е двама играчи да се срещнат два пъти.
Ако няколко участника имат еднакъв брой точки, трябва да се установи класиране между участниците с еднакви точки чрез жребий или чрез допълнително точкуване.
Всеки кръг пресява през турнира спортната сила на играчите, чието ниво се измерва със съответния им резултат. Въпреки че двама играчи може временно да изглеждат равни поради техния равен резултат, срещата между тях в нов кръг представлява кумулативна възможност за разграничаване на силите и прецизиране на мерките.
Следващият пример може да илюстрира по елементарен начин действието на турнир по швейцарска система. Има 64 участници, които играят 6 кръга. За целите на примера се приема, че няма равенства и че никой не се оттегля от турнира (както е в реалните случаи в шаха):
|                                        | Точкови групи по кръгове | Точкови групи по кръгове | Точкови групи по кръгове | Точкови групи по кръгове | Точкови групи по кръгове | Точкови групи по кръгове | Резултат |
| -------------------------------------- | ------------------------ | ------------------------ | ------------------------ | ------------------------ | ------------------------ | ------------------------ | -------- |
| К р ъ г                                | 1                        | 2                        | 3                        | 4                        | 5                        | 6                        |          |
| Брой играчи в точкова група след кръга | 32                       | 16                       | 8                        | 4                        | 2                        | 1                        | 0 загуби |
| Брой играчи в точкова група след кръга | 32                       | 32                       | 24                       | 16                       | 10                       | 6                        | 1 загуба |
| Брой играчи в точкова група след кръга |                          | 16                       | 24                       | 24                       | 20                       | 15                       | 2 загуби |
| Брой играчи в точкова група след кръга |                          |                          | 8                        | 16                       | 20                       | 20                       | 3 загуби |
| Брой играчи в точкова група след кръга |                          |                          |                          | 4                        | 10                       | 15                       | 4 загуби |
| Брой играчи в точкова група след кръга |                          |                          |                          |                          | 2                        | 6                        | 5 загуби |
| Брой играчи в точкова група след кръга |                          |                          |                          |                          |                          | 1                        | 6 загуби |

Всяка колона показва как се разпределят участниците след кръга според тяхното ниво на резултат. След първия кръг е очевидно, че ще има 32 победители и съответно 32 губещи. Когато 32-мата победители се изправят един срещу друг във 2-рия кръг, само 16 от тях ще останат непобедени и т.н. Така след 6 кръга резултатите определят първия и последния в класирането, а останалите места се разпределят по допълнителни показатели.
С примера по-горе е по-лесно да се разбере, че швейцарската система има обща основа със системата с елиминации или нокаут системата. Нейното голямо предимство е, че не е необходимо да се елиминира който и да е участник, независимо дали е отделен играч или отбор – всеки се класира след изиграване на всички кръгове. И тази класификация е значително по-нюансирана, отколкото в системата с елиминации.
По време на турнира този принцип на действие създава филтриращ ефект. След всеки кръг силата на участниците се разграничава по-фино, главно защото групите с резултати се увеличават:

0 ; 0,5 ; 1 ; 1,5 ; 2 ; ... ; G.
Класификацията на участниците има тенденция да се разпределя по нормалния закон, описван от камбановидната графика на Гаус. Това означава, че ще има най-малко играчи, които са загубили всичките си игри или които са спечелили всичките си игри, и ще има много, които са имали различни резултати. Тази зависимост е показана на динамичната графика в дясно чрез увеличението на броя на групите, изобразени с вертикални линии, при нарастване на броя кръговете {\displaystyle n}. Най-много ще бъдат играчите с равен резултат – еднакъв брой победи и загуби.

## Процедури за сдвояване
В първия кръг състезателите се сдвояват на случаен принцип чрез жребий или според някакъв модел, за който е установено, че служи добре на дадена игра или спорт, например техният коефициент ЕЛО по шах. Ако е желателно, най-високо класираните участници досега да се срещнат в последните кръгове, моделът трябва да ги стартира в различни срещи, точно както се прави при предварителното посяване на класираните играчи от една категория в различни групи за един елиминационен турнир. Обикновено в шаха цветът фигурите на стартовия играч се тегли на случаен принцип. 
Във всички други кръгове след първия, състезателите се сдвояват въз основа на приблизителното им представяне до момента. В следващите кръгове състезателите се сортират според техните кумулативни резултати и им се назначават опоненти със същия или подобен резултат до този момент. Когато участник не може да бъде съпоставен в своята точкова група (ако е сам или ако вече е срещнал всички останали), той се съпоставя в най-близката точкова група. Правилата за сдвояване трябва да са достатъчно точни, тъй като те трябва да гарантират, че двама играчи никога няма да се изправят един срещу друг два пъти и да избягват да дават на играч някакво предимство в резултат на случайност.
Подробните правила за сдвояване са различни в различните варианти на швейцарската система. Тъй като те са доста сложни и е нежелателно да има голямо забавяне между рундовете за определяне на двойките, организаторът на турнира често използва компютърна програма, за да направи двойките.
В шаха когато се използва терминът „швейцарска система“, често се подразбира специфично правило за чифтосване, наречено от ФИДЕ „холандска система“. Системата Moнрaд за сдвояване се използва често в шаха в Дания и Норвегия, както и в други спортове по света. Тези системи са описани по-долу.

### Холандска система
Играчите се разделят на групи въз основа на техните резултати. Във всяка група с еднакъв или подобен резултат, играчите се класират въз основа на оценки или други критерии. При спазване на другите правила за сдвояване, горната половина се сдвоява с долната половина. Например, ако в група има 10 играча с равни точки, номер 1 се сдвоява с номер 6, номер 2 се сдвоява с номер 7 и т.н. След това се правят модификации, за да се попречи на състезателите да се срещат два пъти и да се балансират цветовете (в шаха). За да работи този метод, групите не могат да бъдат твърде малки и следователно за по-малко участници с еднакви резултати събирането им в група не подходящ подход. 
В следващите кръгове всички играчи се разделят на групи с еднакъв брой точки. Така, след първия кръг ще има три групи: победители, загубили и равенства. Ако има нечетен брой играчи в група, тогава един играч се премества в следващата по-долна точкова група. Двойките играчи за следващия кръг се съставят от една и съща точкова група според същия принцип на сдвояване като в първия кръг (най-добрият играч от горната половина на групата, ако е възможно, се среща с най-добрия играч от долната половина на тази група). Ако има нечетен брой играчи, играчът с последния номер в последната точкова група (от тези, които все още не са получили точка за прескачане) получава точка без игра.
При игра на шах или шашки важи правилото за редуване на цветовете: желателно е всеки участник да редува цвета на фигурите от кръг на кръг (така че играчът да има равен брой игри с бели и черни); във всеки случай не се допускат три последователни игри (в шашките – четири) в един цвят, с изключение на последния кръг. 
Местата в турнира се разпределят на базата на събраните точки. Равенствата обикновено се класират по коефициента на Бухолц, който се определя като сбор от точките, отбелязани от всички опоненти на даден играч в турнира, или чрез коефициента на Солкоф, който се определя като сбора от точките, отбелязани от всички опоненти на този играч противници в турнира, като се изключат най-добрите и най-лошите му резултати. В допълнение към тях (или заедно с тях) може да се прилага средният рейтинг на опонентите (този, чиито опоненти имат по-висок среден рейтинг, получава по-високо крайно място) или така нареченият „коефициент на напредък“ (вече премахнат) - по-високо място получава играчът, който по време на турнира е бил на по-високо място по-дълго от противника, който е отбелязал равен брой точки).
Тази система за сдвояване може да има някои проблеми с целостта на състезанието, ако турнир, където се използва системата, има квалификации, водещи до това. Например, да предположим, че даден квалификант се определя от 5-ти до 8-ми поставени в турнир с 8 отбора по швейцарска система. Ако се използва холандската система, играчите или отборите в квалификацията може да бъдат стимулирани да не дават най-доброто от себе си, тъй като това може да ги накара да играят срещу първия поставен в първия кръг, намалявайки шансовете им за добър резултат. Обратно, за турнири с директна елиминация най-високият поставен обикновено се съчетава с най-ниския, 2-ят най-висок с 2-рия най-нисък и т.н. Това стимулира играчите или отборите да дадат най-доброто от себе си и да получат по-високо място, така че да могат да играят срещу по-ниско поставени играчи/отбори.
Пример
| 1-и кръг          | 1-и кръг          | 1-и кръг          | Резултат | Резултат | Резултат | 2-и кръг          | 2-и кръг          | 2-и кръг          | Резултат | Резултат | Резултат | 3-и кръг          | 3-и кръг          | 3-и кръг          | Резултат | Резултат | Резултат | Класиране | Точки |
| играч-1 — играч-5 | играч-1 — играч-5 | играч-1 — играч-5 | 1:0      | 1:0      | 1:0      | играч-1 — играч-2 | играч-1 — играч-2 | играч-1 — играч-2 | 1:0      | 1:0      | 1:0      | играч-3 — играч-1 | играч-3 — играч-1 | играч-3 — играч-1 | 0:1      | 0:1      | 0:1      | играч-1   | 3     |
| играч-1 — играч-5 | играч-1 — играч-5 | играч-1 — играч-5 | 1:0      | 1:0      | 1:0      | играч-1 — играч-2 | играч-1 — играч-2 | играч-1 — играч-2 | 1:0      | 1:0      | 1:0      | играч-3 — играч-1 | играч-3 — играч-1 | играч-3 — играч-1 | 0:1      | 0:1      | 0:1      | играч-3   | 2     |
| играч-2 — играч-6 | играч-2 — играч-6 | играч-2 — играч-6 | 1:0      | 1:0      | 1:0      | играч-8 — играч-3 | играч-8 — играч-3 | играч-8 — играч-3 | 0:1      | 0:1      | 0:1      | играч-2 — играч-5 | играч-2 — играч-5 | играч-2 — играч-5 | 1:0      | 1:0      | 1:0      | играч-2   | 2     |
| играч-2 — играч-6 | играч-2 — играч-6 | играч-2 — играч-6 | 1:0      | 1:0      | 1:0      | играч-8 — играч-3 | играч-8 — играч-3 | играч-8 — играч-3 | 0:1      | 0:1      | 0:1      | играч-2 — играч-5 | играч-2 — играч-5 | играч-2 — играч-5 | 1:0      | 1:0      | 1:0      | играч-8   | 1½    |
| играч-3 — играч-7 | играч-3 — играч-7 | играч-3 — играч-7 | 1:0      | 1:0      | 1:0      | играч-5 — играч-6 | играч-5 — играч-6 | играч-5 — играч-6 | 1:0      | 1:0      | 1:0      | играч-4 — играч-8 | играч-4 — играч-8 | играч-4 — играч-8 | ½:½      | ½:½      | ½:½      | играч-4   | 1½    |
| играч-3 — играч-7 | играч-3 — играч-7 | играч-3 — играч-7 | 1:0      | 1:0      | 1:0      | играч-5 — играч-6 | играч-5 — играч-6 | играч-5 — играч-6 | 1:0      | 1:0      | 1:0      | играч-4 — играч-8 | играч-4 — играч-8 | играч-4 — играч-8 | ½:½      | ½:½      | ½:½      | играч-5   | 1     |
| играч-4 — играч-8 | играч-4 — играч-8 | играч-4 — играч-8 | 0:1      | 0:1      | 0:1      | играч-7 — играч-4 | играч-7 — играч-4 | играч-7 — играч-4 | 0:1      | 0:1      | 0:1      | играч-6 — играч-7 | играч-6 — играч-7 | играч-6 — играч-7 | 1:0      | 1:0      | 1:0      | играч-6   | 1     |
| играч-4 — играч-8 | играч-4 — играч-8 | играч-4 — играч-8 | 0:1      | 0:1      | 0:1      | играч-7 — играч-4 | играч-7 — играч-4 | играч-7 — играч-4 | 0:1      | 0:1      | 0:1      | играч-6 — играч-7 | играч-6 — играч-7 | играч-6 — играч-7 | 1:0      | 1:0      | 1:0      | играч-7   | 0     |

След три кръга най-много точки има играч-1. Той заема 1-во място. След него са двама играчи с равен брой точки. Ако правилата на турнира определят използване на коефициент на Бухолц, то играч-2 има коефициент 4, а играч-3 — 5, затова второто място заема играч-3, а третото — играч-2. Следват играч-8 и играч-4 с по 1,5 точки и коефициенти на Бухолц 4,5 и 3,5, после — играч-5 и играч-6 с по 1 точка и коефициенти 5,5 и 3,5 и накрая е играч-7 с 0 точки.

### Система Монрад
Играчите първо се класират въз основа на своите резултати, а след това на началните си номера (които могат да бъдат произволни или въз основа на посяване). След това №1 среща №2, №3 среща №4 и т.н., с направени модификации, за да се гарантира, че се спазват други правила (без повторни срещи, привилегии за цвят на фигурите или домакинство). Играчите се сортират по резултати (не по групи с резултати) и първоначални рангове, след което всеки играч се сдвоява със следващия опонент, като обикновено се изключват повторенията.

#### Датска система Монрад
Датската система Монрад, използвана в шаха, е доста проста, като играчите първоначално се класират на случаен принцип. След всеки кръг се прави пренареждане, като играчите, които имат повече точки се изкачват пред играчите с по-малко точки. Във всеки кръг най-добре класираният играч трябва да играе срещу най-близкия играч, когото не е срещал. Следващият играч също трябва да се изправи срещу най-близкия следващ, когото не е срещал и пр. При необходимост се прави размяна на най-долните поставени играчи, за да избегне двама играчи да играят отново един срещу друг. Белите фигури има играчът, който в изиграните до момента игри е имал бели по-малко пъти, отколкото противника. Ако двамата играчи са имали бели еднакъв брой пъти, трябва поставеният по-назад играч има белите.

#### Норвежка система Монрад
Норвежката система Монрад има незадължителна система за посяване за двойки от първи кръг и в рамките на група с точки, алгоритъмът за сдвояване се стреми да даде на играчите редуващи се цветове. 
Жребий. Двойките в първия кръг се определят чрез теглене жребий по два метода:
- На случаен принцип. Използва се за предпочитане, когато разликата в игровата сила на участниците е малка (напр. ЕЛО под 200 точки).
- Дирижирано (чрез посяване). Играчите се класират според силата на игра, като се използва коефициент ЕЛО или еквивалентен. Играчите без ЕЛО се поставят според предполагаемата сила на игра или, ако това не е известно, на дъното. След това подредените участници се разделят на 4 групи с еднакъв размер, които се наричат A, B, C и D по реда на класиране (по сила на играчите – ЕЛО). Ако общият им брой не се дели точно на 4, се премахва най-ниско класирания играч(и), които получават последните стартови номера чрез жребий. След това се провежда жребий за участниците от групите, като и се тегли по един от всяка група в следния ред: ACDBCABD. Първият изтеглен получава стартов номер 1, вторият – номер 2 и т.н. до 8. После тегленето се повтаря отначало в същия ред ACDBCABD докато всеки получи стартов номер. Този метод се използва за предпочитане, когато разликата в силата на игра на участниците е голяма (например ЕЛО над 300 точки) и се играе в големи групи.

Карти Монрад. За всеки играч се попълва карта Монрад. Тя трябва да включва стартов номер, име на играча, клуб и, ако е приложимо, коефициент ЕЛО, както и колони за всеки кръг, във всяка колона рубрики за стартовия номер на опонента, собствен цвят, собствен резултат, последователен общ резултат и една или две колони за точки за качество (вижте точка Крайно класиране). Освен това колона за краен резултат и място в класирането.
Първи кръг и кръгов списък. В първия кръг двойките противници се съставят на общия принцип на системата Монрад: стартов номер 1 – стартов номер 2, №3 – №4, №5 – №6 и т.н. При нечетен брой последният номер остава без противник и не играе в първи кръг.

След всеки кръг играчите се групират с помощта на картите Монрад, така че всички с еднакъв резултат (натрупан брой точки) формират група, наричана по-нататък точкова група. Висящите партии се считат за равенство. В рамките на точковите групи играчите се класират по реда на стартовите номера, най-ниският номер е първи (отгоре). Точковите групи могат да се състоят от един или повече играчи и се класират според броя на точките, тези с най-много точки са първи (отгоре). Когато картите Монрад са поставени в този ред, се получава кръгов списък.
Правила. 
1. Никой не трябва да играе с друг повече от веднъж на турнира.
2. Играч не трябва да има повече от три последователни игри с един цвят фигури. В рамките на точковата група това правило е по възможност.
3. Играч не трябва да има повече от 50 % + 1 партия с един цвят фигури.
4. Играчът трябва, ако е възможно и не се нарушават правила 2 и 3, да получи опонент в рамките на собствената си група точки или възможно най-близо до нея.
5. Правила 2, 3 и 4 не се прилагат в последния кръг.
6. За предпочитане е играчът да има цвят, който прави разпределението на черните и белите фигури възможно най-равномерно. В рамките на точковата група се прави опит за размяна на цветове. За предпочитане е играчът да се изправи срещу първия играч, който има вероятност да получи противоположния цвят на този, който е вероятно да получи самият играч.
7. Когато двама играчи имат своя ред да получат един и същ цвят фигури и те все още трябва да се срещнат, играчът с по-висок ранг в кръговия списък трябва да играе с белите в четните кръгове, а играчът с по-нисък ранг трябва да има белите в нечетните кръгове.

Сдвояване в следващите кръгове. Състезателят винаги започва с най-добрия играч в кръговия списък и намира опонента си, който трябва да бъде най-близкият класиран и срещу когото най-добрият играч може да се изправи според правилата. Когато са сдвоени двама играчи, те се премахват от кръговия списък и се продължава с намиране на опоненти на този, който сега е на върха. Това продължава, докато кръгът бъде настроен.

Играч, който изпадне по-долна точкова група след загуба или равенство, се счита за най-високо класирания играч в групата, от която получава противник.

Ако в точкова група има един или от няколко играчи, които не могат да се срещнат, сдвояването става с за най-високо класирания играч(и) в следващата група. По същия начин с останалите играчи в групата.

Когато играч не може да се срещне с някой от следващите в кръговия списък, последната сформирана двойка се разделя, поставя се на мястото си в кръговия списък и се счита, че не могат да се срещнат. След това настройката продължава по обичайния начин. Ако все още е невъзможно да се завърши сдвояването, най-скоро сглобената двойка също трябва да бъде разбита и т.н.

Играчите, завършили равенство, се премахват от кръговия списък, но се поставят на правилното място в списъка с резултати.
Последен кръг. Никакви цветови правила не водят до това, че състезател трябва да излезе извън точковата група за противник в последния кръг.

Когато един или повече състезатели трябва да се прехвърлят в по-ниска група, за да намерят противници в последния кръг, ще бъдат прехвърлени този/тези, които причиняват най-малко нарушения на правила 2 и 3.

Когато се формират двойките за последния кръг, всички останали кръгове трябва да бъдат завършени.
Почивен кръг (ПК). В случай на нечетен брой играчи, ПК се присъжда в първия кръг на този с най-висок стартов номер (най-ниско класиран). В други кръгове ПК се присъжда на играч от групата с най-малко точки, която съдържа играчи, които не са получавали или отбелязвали точки в ПК преди това. Ако има няколко подходящи играчи, ПК се дава на този, който е останал, т.е. последният взет предвид, в сдвояването за кръга.

Играч, който получи ПК, получава 1 точка, 0 точки за качество и играта винаги се брои като изиграна с белите.

В случай на ПК поради неявяване на играч, разпределението на комплекта остава и точките за качество се присъждат както обикновено.

Класиране. След последния кръг се изготвя крайно класиране по точки в низходящ ред. Състезателите с равни точки се подреждат по броя на точките за качество (коефициенти на Бухолц ВН). Той се изчислява чрез сумиране на точките, които са получили противниците на даден състезател. В турнири с 6 или по-малко кръга, най-ниският резултат се зачерква (съкратен Бухолц 1 СВН1); в турнири със 7 или повече кръга, двата най-ниски се зачеркват преди сумирането (съкратен Бухолц 2 СВН2). Ако има еднаква оценка за качество, зачеркнатите резултати се добавят един по един, започвайки от най-високия (СВН2 → СВН1 → ВН), докато се появи разлика. Ако отново няма разлика, използва се коефициент на Зонеборн – Бергер и евентуално, ако все още има равенство, а разделянето е абсолютно необходимо, тегли се жребий. 

## Варианти

### Ускорени сдвоявания
Методът на ускорените сдвоявания, известен още като ускорен швейцарски, се използва в някои големи турнири с повече от оптималния брой играчи за броя кръгове. Този метод сдвоява най-добрите играчи по-бързо от стандартния метод в началните кръгове и има ефект на намаляване на броя на играчите с перфектни резултати по-бързо (с приблизително коефициент 2 след два рунда).
За първите два кръга играчите, които са започнали в горната половина, имат една точка добавена към резултата си само за целите на сдвояването. След първите два кръга се сдвояват нормално, като се взема предвид този добавен резултат. Всъщност в първия кръг горната четвърт играе с втората четвърт, а третата четвърт играе с четвъртата четвърт. Повечето от играчите в първата и третата четвърт трябва да спечелят първия кръг. Ако приемем, че това е приблизително така, в действителност за втория кръг горната осмина играе с втората осмина, втората четвърт играе с третата четвърт и седмата осмина играе с долната осмина. Тоест във втория кръг победителите в горната половина играят помежду си, губещите в долната половина играят помежду си, а губещите в горната половина играят с победителите в долната половина (в по-голямата си част). След два кръга около ⅛ от играчите ще имат перфектен резултат, вместо ¼. След втория кръг се използва стандартният метод за сдвояване (без добавена точка за играчите, започнали в горната половина).
Като сравнение между швейцарска система със стандартно и ускореното сдвоване, се разглежда пример за турнир с осем играчи, класирани по рейтинг от №1 до №8. Приема се, че играчът с по-висок рейтинг винаги печели.
| Стандартно сдвояване                                    | Ускорено сдвояване                                      |
| I кръг                                                  | I кръг                                                  |
| ------------------------------------------------------- | ------------------------------------------------------- |
| 1 побеждава 5 2 побеждава 6 3 побеждава 7 4 побеждава 8 | 1 побеждава 3 2 побеждава 4 5 побеждава 7 6 побеждава 8 |
| II кръг                                                 |                                                         |
| 1 побеждава 3 2 побеждава 4 5 побеждава 7 6 побеждава 8 | 1 побеждава 2 3 побеждава 5 4 побеждава 6 7 побеждава 8 |
| След два кръга класирането е:                           |                                                         |
| 1: 2-0 2: 2-0 3: 1-1 4: 1-1 5: 1-1 6: 1-1 7: 0-2 8: 0-2 | 1: 2-0 2: 1-1 3: 1-1 4: 1-1 5: 1-1 6: 1-1 7: 1-1 8: 0-2 |

#### Ускорена система Брунтрутейн
Тази система намалява проблемите, наблюдавани при изтриване на фиктивни точки. Стартовият списък е разделен на 4 или повече групи. На всяка група се разпределят намаляващ брой фиктивни точки (например за 4 групи: +3 за водещата група, +2 за 2-ра група, +1 за предпоследната група и 0 за последната група). Съпоставянето обикновено се извършва съгласно теорията на швейцарската система.
За да се съпоставят противниците във втория кръг, премахва се фиктивна точка от всяка група. Следователно победителите от първа група играят един срещу друг, загубилите от първа група играят срещу победителите от втора група, загубилите от втора група играят срещу победителите от 3-та и 4-та група и т.н.
При всяко сдвояване се премахва фиктивна точка, докато не остане нищо. В нашия случай от четвъртия кръг вече няма фиктивни точки.
Ефектите, които могат да се наблюдават, са много по-голям брой реално изиграни равенства по време на първите кръгове и значително намаляване на равенствата в последните кръгове.

### Система Гран При (Конрад)
В някои турнири, които се провеждат за дълъг период от време, като например турнир с един кръг всяка седмица в продължение на три месеца, може да се използва системата Гран При, наречена още Конрад. Крайният резултат на играча се базира на най-добрите му резултати (напр. най-добрите десет резултата от дванадесетте кръга). От играчите не се изисква да играят във всеки кръг; те могат да влязат или да отпаднат от турнира по всяко време. Наистина, те могат да решат да играят само една игра, ако желаят, въпреки че след като играчът иска да получи награда, той трябва да играе повече кръгове, за да натрупа точки. Следователно, турнирът включва играчи, които искат да спечелят награда и да играят няколко кръга, както и играчи, които искат да играят само отделни игри. Тази система се използва от няколко шахматни клуба в Норвегия. 

### Система Амалфи
Турнирна система в Италия. Тя е подобна на швейцарската система, но не разделя играчите въз основа на техния резултат. Преди сдвояване за който и да е кръг, играчите се подреждат по намаляващ резултат/намаляващ рейтинг, а опонентът на първия играч в списъка е играчът, който го следва с брой позиции, равен на броя на оставащите кръгове, и така нататък за останалите играчи. Като следствие от това разликата в рейтинга между опонентите в първия кръг не е толкова голяма (както при ускорените системи) и в идеалния случай „големият мач“ между първия и втория трябва да се случи в последния кръг, без значение колко играчи и кръгове има в турнира.

### Система Кейзер
Подобно на системите Амалфи и Гран При, системата Кейзер има за цел да предложи по-интересна система за сдвояване от швейцарската или кръговата система за турнири, които се провеждат за дълъг период от време, например вътрешно клубно първенство с игра всяка седмица в продължение на няколко седмици. Предимствата на системата Кейзер са, че не е необходимо всички играчи да присъстват за всеки кръг от турнира: те могат да влизат, излизат и влизат отново в турнира много лесно. Системата Кейзер също така максимизира интереса на игрите, като се стреми да сдвоява опоненти с подобна игрова сила. Тази система е доста използвана в шахматните клубове в Белгия, но особено в Нидерландия. 

### Система Макмеън
Вариант, известен като турнир по системата Макмеън, е установеният начин, по който се провеждат европейските турнири по го. Професионалните турнири по сумо в Япония също се доближават до тази система. Тя се различава главно по това, че играчите имат класиране на умения преди началото на турнира, което определя първоначалното им сдвояване, за разлика от основния подход на швейцарската система, при който всички играчи започват с едно и също класиране на умения. Системата Макмеън намалява вероятността много силен отбор да срещне много слаб отбор в началните кръгове. Наречена е на Лий Едуард Макмеън (1931–1989) от лабораториите „Бел“.

### Система Местел
Английският шахматист и математик Джонатан Местел е предложил като алтернатива да се използва собствената стойност на таблицата за сдвояване, за да се определи класирането в турнира. Ако се запълни основния диагонал на таблицата с единични стойности, по-големи от 0, такава собствена стойност се запазва.
Предимството на системата е, че един играч не може да бъде отхвърлен назад в класирането до момента на поражения в последните кръгове. Това е особено вярно за състезания, в които може да се постигне висок резултат в един кръг (Световно отборно първенство по шахмат). По същия начин, след слаб старт, играчът вече не може лесно да влезе в предното поле с победи в последните кръгове, без да е играл срещу водещите играчи. Въпреки това, поради липса на прозрачност, системата има малък шанс за успех.

## Крайно класиране

### Американска таблица
В края след последния кръг играчите се класират според броя точки, получени в турнира, под формата на американска шахматна таблица. Ако е необходимо, използват се допълнителни показатели, които трябва да са регламентирани предварително.
| Място | Фамил., име | Ело   | К | Д  | Ф    | R1   | R2   | R3   | R4   | R5   | R6   | R7   | T   | CBH2 | SB    | Q  |
| ----- | ----------- | ----- | - | -- | ---- | ---- | ---- | ---- | ---- | ---- | ---- | ---- | --- | ---- | ----- | -- |
| 1     | ММ          | 1300  | М | BG | БФШ1 | +9Б  | +4Ч  | +6Б  | =2Ч  | +5Б  | +7Ч  | +10Б | 6,5 | 21,5 | 18,75 | 26 |
| 2     | АМ          | 1402  | М | BG | БФШ  | +5Ч  | -3Б  | +7Ч  | =1Б  | +6Ч  | +10Б | +8Ч  | 5,5 | 23,5 | 15,5  | 20 |
| 3     | КГ          | 1180  | М | RU | ФШР  | +10Б | +2Ч  | -4Б  | -6Ч  | +7Б  | +8Ч  | +5Б  | 5   | 22,5 | 15    | 19 |
| 4     | ПР          | 1210  | М | UK | ШФУ  | +7Ч  | -1Б  | +3Ч  | -5Б  | +10Ч | +6Б  | +9Ч  | 5   | 22,5 | 12    | 18 |
| 5     | ЛЛ          | 1100  | М | SR | ШСРС | -2Б  | +10Ч | +8Б  | +4Ч  | -1Ч  | +9Б  | -3Ч  | 4   | 25   | 8     | 17 |
| 6     | ША          | 1100  | М | AZ | АШФ  | +8Б  | +9Ч  | -1Ч  | +3Б  | -2Б  | -4Ч  | -7Б  | 3   | 27   | 8     | 17 |
| 7     | ФА          | 1060  | М | FR | ФФШ  | -4Б  | +8Ч  | -2Б  | +9Ч  | -3Ч  | -1Б  | +6Ч  | 3   | 27   | 6     | 11 |
| 8     | КМ          | 1050  | М | NO | ШССС | -6Ч  | -7Б  | -5Ч  | +10Б | +9Ч  | -3Б  | -2Б  | 2   | 21,5 | 1     | 7  |
| 9     | ГФ          | 1009E | М | GE | ГШФ  | -1Ч  | -6Б  | +10Ч | -7Б  | -8Б  | -5Ч  | -4Б  | 1   | 23,5 | 0     | 5  |
| 10    | ГЗ          | 1009E | М | KZ | KФШ  | -3Ч  | -5Б  | -9Б  | -8Ч  | -4Б  | -2Ч  | -1Ч  | 0   | 28   | 0     | 0  |

Легенда
- Ело: Оценка ЕЛО на играча; 1009E означава, че играчът няма оценка ЕЛО (E показва, че рейтингът ЕЛО е приблизителен)
- К: категория на играча, тук М = младежи (до 20 години).
- Д : държава (BG – България, RU – Русия, UK – Украйна, SR – Сърбия, CH – Китай, FR – Франция, ES – Испания, NO – Норвегия, GE – Германия, KZ – Казахстан).
- Ф: регионална федерация на играча (тук БФШ1 – Българска федерация по шахмат 1928, БФШ – Българска федерация по шахмат, ФШР – Федерация по шахмат на Русия, ФШУ – Федерация по шахмат на Украйна, ШСРС – Шахматен съюз на Република Сърбия, АШФ – Азербайджанска шахматна федерация, ФФШ – Френска федерация по шахмат, ШССС – Шахматен съюз на северните страни, ГШФ – Германска шахматна федерация, КФШ – Казахстанска федерация по шахмат.
- Р1, Р2, Р3, Р4, Р5, Р6 и Р7: резултати от кръговете; 
+9B означава победа (+) срещу играча, поставен на 9-то място с белите фигури (Б); 
-6Ч означава загуба (-) срещу играча, поставен на 6-то място с черните фигури (Ч).
- Т = Точки.
- СВН2 = съкратен коефициент на Бухолц 2 (метод за допълнително точкуване).
- SB = коефициент на Зонеборн – Бергер (метод за допълнително точкуване).
- Q = кумулативен резултат /прогресивен коефициент/ (метод за допълнително точкуване).